# 天主教奧紹博教區
天主教奥绍博教區 （拉丁語：Dioecesis Osogboanus）是尼日利亞一個羅馬天主教教區，屬伊巴丹總教區。
1995年3月3日升為教區。2004年有40,000名教友（佔轄區總人口2.7%）、四十三名司鐸、三十個堂區。目前教區主教之位處於出缺狀態。